# 木村健康
木村健康（1909年2月26日—1973年12月7日）是一位日本经济学家。

## 生平
1909年出生于日本福冈县早良郡。1931年毕业于东京大学经济学部，后留校任教。师从自由主义派河合荣治郎，和大河内一男、安井琢磨并称为河合门下三羽乌。1938年河合荣治郎在经济学部学派斗争激化，1939年时任东京大学校长平贺让裁定平贺肃学停职引发抗议，山田文雄教授也递交辞职信。之后大河内一男和安井琢磨撤回递交的辞职信，留在东京大学，引发河合荣治郎对二人的不满，因此木村成为其最信赖学生。之后河合荣治郎和日本军部就言论压制进行法律斗争，木村作为河合荣治郎的特别辩护律师进行法庭辩护。先后担任上智大学，千葉商科大学，上智大学商经学部，1943年担任舊制第一高等學校教授。1946年1月担任东京大学经济学部助教授，1949年5月升任教授。1949年6月至1961年担任新制东京大学教养学部。1959年7月凭借论文《厚生経済学序説》获得东京大学博士学位。。1969年4月担任成蹊大学经济学部部长。

## 荣誉
1958年和古谷弘合编的《近代经济学教室》获得毎日出版文化奖，1969年5月被选为東京大学名誉教授。